# Pineapple Kryptonite
「Pineapple Kryptonite」（パイナップルクリプトナイト）は、新しい学校のリーダーズの楽曲。2021年9月21日に配信限定シングルとしてリリースされた。
　

## 概要
前作「Freaks」より約6か月半後のリリース。マニー・マークプロデュースによる楽曲で、同年11月リリースのアルバム『SNACKTIME』の先行シングルとしてリリースされた。ミュージック・ビデオはカリフォルニアの砂漠で撮影された。
「Kryptonite」とはアメリカン・コミックスに登場するスーパーヒーロー・「スーパーマン」の唯一の弱点とされる架空の物質であり、本楽曲はそれを元ネタにしたもの。本作のミュージック・ビデオでメンバーたちと戦っているエイリアンは、最終的に弱点と思しきパイナップルの果汁によって倒されている。
2022年5月24日にはYohji Igarashi編曲による「Pineapple Kryptonite (Yohji Igarashi Remix)」が配信限定リリースされている。
ライブにおいてはオリジナル版とリミックス版を組み合わせたパフォーマンスが多く、曲中にメンバーたちが長ランのような衣装を羽織り、リミックス版のハイテンポなビートに合わせたダンスを行う。

## 関連作品
- SNACKTIME